# Gare d'El Kseur-Oued Amizour
La gare d'El Kseur-Oued Amizour est une gare ferroviaire algérienne située sur le territoire de la commune d'El Kseur, dans la wilaya de Béjaïa.

## Situation ferroviaire
La gare d'El Kseur-Oued Amizour est située dans le sud de la commune d'El Kseur, sur la ligne de Beni Mansour à Béjaïa, où elle est précédée de la gare de Timezrit-Ilmaten et suivie de celle de Oued Ghir.

## Service des voyageurs

### Desserte
La gare d'El Kseur-Oued Amizour est desservie par les trains régionaux des liaisons Alger - Béjaïa et Beni Mansour - Béjaïa.